# 中森勇人
中森 勇人（なかもり ゆうと、1964年 - ）は兵庫県神戸市出身のジャーナリスト。所属事務所はシーディング。

## 人物
大手金属メーカーにシステムエンジニアとして勤務していたが、入社10年目にリストラに遭う。無料法律相談などを利用して全面撤回を勝ち取った体験をまとめ、日本初のリストラ対策マニュアルを出版する。

その後、在職のままラジオ、TV、雑誌、新聞を中心に文化人タレントとしての活動を開始する。

2006年には、個人や中小企業のためのPR支援会社「関西商魂」を大阪法務局LLC第一号登記で設立する。各地で年数十回の講演活動を行っている。

## 出演番組
- スクープ21(テレビ朝日)
- スーパーモーニング(テレビ朝日)
- ニュースJAPAN(フジテレビ)
- スーパーニュース(フジテレビ)
- ワールドビジネスサテライト(テレビ東京)
- JNNニュースの森(TBS)

## 著書
- 「ザ・リストラ―それでも辞めなかったサラリーマンの知恵」KKベストセラーズ
- 「辞めてはいけない―キーワードで読むリストラ」岩波書店
- 「SEとして生き抜くワザ-困ったときの50のヒント-」日本能率協会マネジメントセンター
- 「関西商魂」ソフトバンククリエイティブ
- 「選客商売」トランスワールドジャパン（企画・構成）
- 「ポジティブに会社を辞める本―トクする退職、転職、独立」トランスワールドジャパン